# Лука Лазаревић (политичар)
Лука Лазаревић (Свилеува код Коцељеве, 1. јануар 1857 − Београд, 19. јул 1936) био је српски професор и политичар. Лазаревић је био народни посланик и министар просвете.
За народног посланика биран је четири пута до 1898. а за краљевог посланика постављен 1900.
Уређивао је часопис Наставник (1896–1897) и Српске новине (1900).